# Государственный комитет Совета министров СССР по кинематографии
Государственный комитет СССР по кинематографии (Госкино СССР) — государственный орган СССР. Управлял производством фильмов, а также занимался цензурой. Центральное государственное кинематографическое предприятие — Госкино — было создано постановлением Совнаркома от 19 декабря 1922 года на базе Всероссийского фотокиноотдела (ВФКО) Наркомпроса. За годы своего существования претерпело ряд реорганизаций и переименований.
В задачи Госкино СССР входило осуществление директив и постановлений партии и правительства в области создания высокоидейных и высокохудожественных произведений киноискусства; улучшение организации производства художественных, научно-популярных, учебных, хроникально-документальных и других видов кинопроизведений; планирование развития отраслей кинематографии; руководство развитием киносети в стране, определение репертуарной политики, всемерное улучшение кинообслуживание населения, максимальное и правильное использование кино в идеологической работе, проводимой партией среди трудящихся. 
Сеть кинематографии включала в себя различные отрасли кинохозяйства: производство кинокартин, прокат кинофильмов, сеть киноустановок, кинокопировальную промышленность, объединяемых Госкино СССР и комитетами союзных республик. Госкино СССР было предоставлено монопольное государственное право проката кинофильмов на территории СССР. Это право осуществлялось кинопрокатными организациями системы кинематографии. Оно не распространялось на киноустановки некоторых министерств и ведомств, имеющих разрешение на внутриведомственный прокат фильмов. Госкино СССР было предоставлено право разработки и утверждения обязательных для всех министерств, ведомств и организаций правил технической эксплуатации киноустановок и фильмокопий. Госкино СССР осуществлял руководство развитием киносети и кинопроката в стране через соответствующие органы союзных республик.
В структуру Госкино СССР входили: Главная сценарно-редакционная коллегия, Главное управление по производству художественных фильмов, Главное управление по производству документальных, научно-популярных и учебных фильмов, Главное управление кинофикации и кинопроката, Управление внешних сношений, Управление кадров и учебных заведений, Всесоюзное объединение «Совэкспортфильм», Всесоюзное объединение «Совинфильм», Всесоюзное объединение «Союзкинофонд», Всесоюзное объединение «Союзинформкино», Дирекция международных кинофестивалей и выставок «Совинтерфест», фабрика «Рекламфильм», производственное объединение «Копирфильм».

## Организация кинопроизводства в РСФСР и СССР
27 августа 1919 года Совнарком принял декрет о национализации отечественного кинопроизводства. Все акционерные общества ставились под контроль Наркомпроса РСФСР. На основании этого декрета постановлением Наркомпроса от 18 сентября 1919 года был учреждён Всероссийский фотокинематографический отдел (ВФКО), в ведение которого переводилось всё фотокинематографическое дело в пределах РСФСР.
Декретом СНК РСФСР от 19 декабря 1922 года ВФКО Наркомпроса был преобразован в Центральное государственное предприятие «Госкино». Параллельно с «Госкино» были образованы новые прокатные конторы — государственные, общественные, частные («Кино-Москва», «Севзапкино», «Пролеткино», вновь восстановленная «Русь» и другие), в которых в дальнейшем осуществлялось и производство фильмов.
В 1924 году было создано Всероссийское фотокинематографическое акционерное общество «Совкино».
В соответствии с постановлением СНК РСФСР от 4 июня 1926 года кинопредприятия «Совкино», «Госкино» и «Севзапкино» были объединены в акционерное общество «Совкино», которое просуществовало до 1930 года.
29 января 1929 года был учреждён Комитет по делам кинематографии и фотографии при СНК СССР (Кинокомитет), в задачи которого входили разработка основных директив, общее наблюдение и руководство развитием кино-фотодела в стране. Кинокомитет просуществовал недолго и был упразднён 26 февраля 1930 года в связи с созданием всесоюзного кинофотообъединения.
Постановлением СНК СССР от 13 февраля 1930 года при Президиуме ВСНХ СССР было образовано Государственное всесоюзное кинофотообъединение «Союзкино» со сосредоточением в нём всего дела по производству кино- и фотоаппаратуры, принадлежностей, материалов и всех организаций по производству кинокартин и их прокату.
Постановлением СНК СССР от 11 февраля 1933 года Всесоюзное кинофотообъединение «Союзкино» было реорганизовано в Главное управление кинофотопромышлености при СНК СССР.
Постановлением СНК СССР от 17 января 1936 года был создан Всесоюзный комитет по делам искусств при СНК СССР, в подчинение которого перешло Главное управление кинофотопромышленности.
23 марта 1938 года Совет народных комиссаров СССР принял постановление о создании Комитета по делам кинематографии при СНК СССР. Таким образом, кинематография вновь восстановила статус самостоятельной отрасли.
20 марта 1946 года на основании Указа Президиума Верховного Совета СССР было создано министерство кинематографии СССР.
Министерство кинематографии СССР было ликвидировано 15 марта 1953 года. В соответствии с законом «О преобразовании министерств СССР» с марта 1953 года по март 1963 года руководство кинематографией было сосредоточено в министерстве культуры СССР.
Ответственными руководителями кинематографа были проверенные большевики и администраторы:
- 1919 — 1921 Дмитрий Ильич Лещенко (заведующий фото-кино-отделом Наркомпроса)[18]
- 1921 — 1922 Пётр Иванович Воеводин (заведующий фото-кино-отделом Наркомпроса)[19]
- 1922 — 1923 Лев Аркадьевич Либерман (заведующий Госкино)[20]
- 1923 — 1925 Эразм Самуилович Кадомцев (председатель правления Госкино)[19][21][22]
- 1925 — 1927 Стефан Алексеевич Бала-Добров (директор Госкино)[20]
- 1925 — 1930 Константин Матвеевич Шведчиков (председатель правления Совкино)[20][23]
- 1929 — 1930 Ян Эрнестович Рудзутак (председатель Кинокомитета)
- 1930 — 1930 Мартемьян Никитич Рютин (председатель правления Союзкино)
- 1930 — 1938 Борис Захарович Шумяцкий
- 1938 — 1939 Семён Семёнович Дукельский
- 1939 — 1953 Иван Григорьевич Большаков

## Переименования комитета
Указом Президиума Верховного Совета СССР от 23 марта 1963 года был образован Государственный комитет Совета министров СССР по кинематографии, переименованный 9 октября 1965 года в Комитет по кинематографии при Совете министров СССР (Кинокомитет СССР).
Указом Президиума Верховного Совета СССР от 4 августа 1972 года он был преобразован в союзно-республиканский Государственный комитет Совета министров СССР по кинематографии (Госкино СССР).
Постановлением Верховного Совета СССР от 5 июля 1978 года Государственный комитет Совета министров СССР по кинематографии (Госкино СССР) был преобразован в Государственный комитет СССР по кинематографии (Госкино СССР).
В соответствии с Постановлением Кабинета министров СССР от 13 апреля 1991 года Государственный комитет СССР по кинематографии был упразднён, а на его базе создан Комитет кинематографии СССР при Кабинете министров СССР.
Постановлениями Государственного Совета СССР от 14 ноября 1991 года и Комитета по оперативному управлению народным хозяйством СССР от 23 ноября 1991 года Комитет кинематографии СССР при Кабинете министров СССР ликвидирован с 31 января 1992 года.

### Председатели Госкино СССР
- 1963 — 1972 Алексей Владимирович Романов
- 1972 — 1986 Филипп Тимофеевич Ермаш
- 1986 — 1991 Александр Иванович Камшалов

## Издания
- «Кино» (первоначальное название — «Кино-газета») — еженедельная газета, выходила в 1923—1941 гг.[24]
- журнал «Искусство кино»
- журнал «Советский экран»
- журнал «Киносценарии»
- журнал «Кинофотопромышленность» (1932—1940), «Кинофототехника» (1941)
- журнал «Киномеханик»
- журнал «Техника кино и телевидения»

## После 1991 года
Комитет Российской Федерации по кинематографии (Роскомкино) создан 30 сентября 1992 года. Преобразован из Комитета в Госкомитет указом о структуре федеральных органов исполнительной власти от 14 августа 1996 года.
С 30 июня 2004 года — Федеральное агентство по культуре и кинематографии («Роскультура») при Министерстве культуры и массовых коммуникаций Российской Федерации. Упразднено 12 мая 2008 года. Федеральное агентство по культуре и кинематографии (Роскультура) упразднено Указом президента Российской Федерации от 12 мая 2008 года № 724 «Вопросы системы и структуры федеральных органов исполнительной власти».